# Jacobus Ardeander
Jacobus Ardeander, född 1631 i Hägerstads församling, Östergötland, död 18 januari 1695 i Å församling, Östergötlands län, var en svensk präst.

## Biografi
Jacobus Ardeander föddes 1631 i Hägerstads församling. Han var son till bonden Jöns Jacobsson och Brita Johansdotter. Ardeander studerade vid gymnasiet och prästvigdes 22 december 1663 till komminister i Sankt Anna församling. Han blev 1667 komminister i Rönö församling och 1680 kyrkoherde i Å församling. Ardeander avled 1695 i Å församling och begravdes 3 april samma år.

### Familj
Ardeander gifte sig första gången 8 maj 1667 med Elsa Jonsdotter (död 1683) från Korsnäs i Skällviks församling. De fick tillsammans barnen Anna Ardeander (1680–1681) och Brita Ardeander (1683–1683).
Ardeander gifte sig andra gången 1684 med Brita Brucaeus (död 1698). Hon var dotter till kyrkoherden Benedictus Bruzœus och Margareta Drysenius i Risinge församling. De fick tillsammans barnen Brita Margareta Ardeander (1685–1736) som var gift med bildhuggaren Christer Pedersson Gadd och Johan Ardeander (död 1689).